# Новак, Александр Валентинович
Алекса́ндр Валенти́нович Но́вак (род. 23 августа 1971, Авдеевка, Донецкая область, Украинская ССР, СССР) — российский государственный и политический деятель. Заместитель председателя правительства Российской Федерации с 10 ноября 2020 года, (и. о. 7—14 мая 2024). Куратор в Северо-Кавказском федеральном округе с 19 июля 2021 года.
Министр энергетики Российской Федерации с 21 мая 2012 по 10 ноября 2020 (исполняющий обязанности с 8 по 18 мая 2018 и с 15 по 21 января 2020).
Из-за российского вторжения на Украину находится под санкциями США, Великобритании и других стран.

## Биография
Александр Новак родился 23 августа 1971 года в городе Авдеевке Донецкой области.
В 1979 году семья переехала в Норильск, где его отец работал на строительстве Надеждинского металлургического завода. Учился в норильской школе № 23. Обладая ростом 189 см, играл за сборную команду школы по баскетболу.
В 1993 году окончил Норильский индустриальный институт по специальности «экономика и управление в металлургии». Помимо этого в 2009 году окончил Высшую школу государственного администрирования МГУ имени М. В. Ломоносова по специальности «менеджмент».
С сентября 1988 года начал работать на Норильском горно-металлургическом комбинате им. А. П. Завенягина. Сначала занимал должность аппаратчика-гидрометаллурга 1-го разряда, затем в качестве стажёра — техником-технологом, техником по труду, экономистом. С 1993 года продолжил работать на комбинате в должности экономиста и начальником финансового бюро бухгалтерии. С мая 1997 по ноябрь 1999 года — начальник отдела, начальник управления налогового планирования.
В декабре 1999 года был назначен заместителем директора по экономике — начальником управления, а затем — заместителем директора по персоналу — начальником управления ОАО «Норильская горная компания» (Заполярный филиал).
После этого перешёл на работу в администрацию города Норильска, где с мая 2000 года был заместителем главы города Олега Бударгина по финансово-экономическим вопросам, а затем — первым заместителем. Оставался в должности до октября 2002 года.
После вступления Александра Хлопонина в должность губернатора Красноярского края Новак вошёл в его администрацию, с октября 2002 по июль 2007 года занимая пост заместителя губернатора края и одновременно — начальника Главного финансового управления Администрации Красноярского края. В июле 2007 года стал первым заместителем губернатора Красноярского края, находясь в этой должности в скором времени возглавил краевое правительство.
С 29 сентября 2008 года по 22 мая 2012 года — заместитель министра финансов Российской Федерации. 2 октября 2008 года стал членом Коллегии Минфина России.
21 мая 2012 года стал Министром энергетики Российской Федерации в первом правительстве Дмитрия Медведева. Сохранил пост во втором правительстве Медведева, сформированном в мае 2018 года, а также в правительстве Михаила Мишустина (с 21 января 2020 года). После назначения на министерскую должность стал Президентом Электроэнергетического совета СНГ (с 25 мая 2012 года) и членом Комиссии при президенте России по вопросам стратегии развития ТЭК и экологической безопасности (с июня 2012 года).
В июле 2015 года был избран председателем Совета директоров ПАО «Россети», а в сентябре того же года — ПАО «Транснефть». Помимо этого с 2012 года является членом Совета директоров госкорпорации «Росатом» (с 2012 года), ПАО «Газпром» и ПАО «Роснефть» (с 2015 года).
В 2015—2018 годах — заместитель председателя Государственной комиссии по вопросам развития Арктики. Был членом советов при президенте России по модернизации экономики и инновационному развитию России (2012—2018 годы), по жилищной политике и повышению доступности жилья (2013—2016 годы).
9 ноября 2020 года премьер-министр России Михаил Мишустин внёс кандидатуру Новака на пост вице-премьера по вопросам ТЭК. На следующий день был утверждён в должности.
14 мая 2024 года указом президента России Владимира Путина назначен Заместителем Председателя Правительства Российской Федерации во втором Правительстве Михаила Мишустина.

## Политическая деятельность на посту вице-премьера
29 декабря 2021 года Александр Новак заявил, что сертификацию газопровода Северный поток — 2 планируют завершить максимум до конца первого полугодия 2022 года. «Из тех графиков по срокам сертификации, о которых мне известно, она как раз и должна завершиться в течение первого полугодия. Конец первого полугодия — это максимальный срок», — заявил он в интервью РБК. Новак отметил, что при заинтересованности европейских коллег сертификацию газопровода можно провести быстрее и начать поставки топлива гораздо раньше. Также вице-премьер выразил уверенность, что Украине не удастся сорвать реализацию проекта «Северный поток — 2». «Мы считаем, что этот проект невозможно сорвать», — сказал Новак. По его словам, «было много противодействий, но тем не менее караван идёт».

## Международные санкции
9 июня 2022 года попал под персональные санкции Украины из-за российского вторжения как высокопоставленный чиновник правительства РФ.
В сентябре этого же года попал под санкции США как должностное лицо принимающее активное участие в усилиях России по наращиванию производства за рубежом.
С 28 октября 2022 года за грубое нарушение международного мира и безопасности под санкциями Канады. Также находится под санкциями Великобритании, Новой Зеландии и Австралии.

## Семья
- Отец: Валентин Яковлевич Новак,
- Мать — Зоя Николаевна Новак.
- Женат, супруга — Лариса Новак.
  - Воспитывают двух дочерей[5].

## Классный чин
- Действительный государственный советник Российской Федерации 3-го класса (26 декабря 2009)[24].

## Награды
- Почётная грамота Правительства Российской Федерации (2009)
- Орден Почёта (27 декабря 2010) — за достигнутые трудовые успехи и многолетнюю добросовестную работу[25]
- Благодарность Президента Российской Федерации (2013)
- Памятная медаль «XXII Олимпийские зимние игры и XI Паралимпийские зимние игры 2014 года в г. Сочи» (2014)
- Почётная грамота Президента Российской Федерации (2014)
- Орден Дружбы (2014)
- Орден «За заслуги перед Отечеством» IV степени (2016)
- Орден «За верность долгу» (Республика Крым, 17 января 2017) — за значительный личный вклад в обеспечение стабильным электроснабжением потребителей Республики Крым, высокий профессионализм и в связи с вводом объектов энергомоста «Краснодарский край — Крым» в эксплуатацию[26]
- Медаль Столыпина П. А. I степени (2018)
- Орден Александра Невского (2019)
- Почётный гражданин города Норильска (5 февраля 2013)
- Медаль «За вклад в развитие Евразийского экономического союза» (29 мая 2019 года, Высший совет Евразийского экономического союза)[27]
- Награды иных ведомств

## Доходы
Сумма декларированного дохода за 2011 год составила 11 млн 800 тыс. рублей, доход супруги — 2 млн 800 тыс. рублей.
Сумма декларированного дохода за 2019 год составила 27 млн 48 тыс. рублей. Доход супруги — 1 млн 7 тыс. рублей.